# فرودگاه زیگرلند
فرودگاه زیگرلند (به انگلیسی: Siegerland Airport) یک فرودگاه با کد یاتا SGE است که یک باند فرود چمن دارد و طول باند آن ۵۰۰ متر است. این فرودگاه در کشور آلمان قرار دارد و در ارتفاع ۵۹۹ متر بالاتر از سطح دریا واقع شده است.